# Karangrejo (Kerjo)
Karangrejo is een bestuurslaag in het regentschap Karanganyar van de provincie Midden-Java, Indonesië. Karangrejo telt 5253 inwoners (volkstelling 2010).